# Б-2 (телевизор)
Б-2 — первый советский серийный телевизор. Разработан инженером А. Я. Брейтбартом в начале 1930-х гг.
Позволял принимать передачи по германскому стандарту механической развёртки на 30 строк при кадровой частоте 12,5 кадров в секунду. Стандарт был принят в СССР в 1931 году.

## Конструкция
Аппарат представлял собой устройство с диском Нипкова. Изображение размером 16×12 миллиметров состояло из 30 строк. Встроенная в корпус приставки лупа увеличивала видимый размер экрана примерно до 3×4 сантиметров. Практически изображение мог рассматривать только один человек. Электродвигатель диска питался от генератора переменного тока на одной лампе — триоде СО-118, синхронизируемого импульсами синхронизации, содержащимися в видеосигнале. Телевизор подключался в разрыв анодной цепи выходной лампы обычного средневолнового приемника. Звуковое сопровождение передавалось на другой частоте и его нужно было принимать на второй приёмник с громкоговорителем. Размеры телевизора — 230×216×160 мм, диаметр диска Нипкова — 190 мм. Диск изготовлен из чёрной бумаги и максимально облегчён, чтобы можно было применить маломощный двигатель и упростить синхронизацию. Питание — от сети переменного тока 120 В. Телевизор был собран в деревянном футляре и имел три ручки управления: регулятора оборотов мотора, настройки на частоту импульсов синхронизации и их амплитуды. К достоинствам конструкции относили простоту, малые габариты и наличие автоматической синхронизации; к недостаткам — малые размеры видимого изображения и его недостаточную чёткость из-за слишком больших отверстий в диске, а также срывы синхронизации при резком изменении характера изображения.
Б-2 выпускался на ленинградском заводе имени Козицкого. Опытное производство началось в 1933 году. Всего завод выпустил около 3000 этих телевизоров (подавляющее большинство — в 1936 году), частично в виде набора деталей для самостоятельной сборки. Розничная цена готового Б-2 в 1936 году — 235 рублей, что считалось очень дорого для такой простой конструкции. Тем не менее выпущенные телевизоры и наборы были быстро раскуплены. Кроме того, в журнале «Радиофронт» в 1935 году было опубликовано подробное описание телевизора для самостоятельной постройки.
Хотя вскоре стало ясно, что телевидение с механической разверткой не имеет перспектив, и с 1938 года в Москве и Ленинграде заработали в опытном режиме телецентры с электронной разверткой, передачи механического телевидения продолжались до апреля 1940 года, так как и любители, и промышленность успели изготовить довольно большой парк телеприёмников с диском Нипкова, подобных Б-2.